# Село имени Калинина (Ошская область)
Имени Калинина (кирг. Калинин) — село в Кара-Сууском районе Ошской области Кыргызстана. Входит в состав Жоошского айылного аймака.

## География
Село расположено в северо-западной части области, на расстоянии приблизительно 6 километров (по прямой) к югу от города Кара-Суу, административного центра района. Абсолютная высота — 838 метров над уровнем моря.

## Население
Согласно оценочным данным Национального статистического комитета Кыргызской Республики, численность населения села на начало 2023 года составляла 2824 человека.
| год     | 2009 | 2014 | 2015 | 2020 | 2021 | 2023 |
| ------- | ---- | ---- | ---- | ---- | ---- | ---- |
| человек | 2071 | 2139 | 2109 | 2469 | 2571 | 2824 |